# Figli dell'amore misericordioso
I Figli dell'Amore Misericordioso (in latino Congregatio Filiorum Amoris Misericordis) sono un istituto religioso maschile di diritto pontificio: i membri di questa congregazione clericale pospongono al loro nome la sigla F.A.M.

## Storia
La congregazione venne fondata a Roma dalla religiosa spagnola Speranza di Gesù Alhama Valera (30 settembre 1893- 8 febbraio 1983) il 15 agosto 1951, quando i primi tre aspiranti emisero la loro professione dei voti religiosi.
Il 18 agosto 1951 Alfonso Maria de Sanctis, vescovo di Todi, consentì alla comunità di stabilirsi nel territorio della sua diocesi, a Collevalenza; vennero poi aperte filiali a Matrice, a Fermo e, nel 1963, a Lujua (diocesi di Bilbao).
I Figli dell'Amore Misericordioso vennero eretti in congregazione religiosa di diritto diocesano con decreto di Norberto Perini, arcivescovo di Fermo, del 28 luglio 1968.
La Santa Sede ha approvato l'istituto con il decreto del 12 giugno 1983.

## Attività e diffusione
I Figli dell'Amore Misericordioso si dedicano all'assistenza e alla santificazione del clero diocesano mediante l'unione dei religiosi con i sacerdoti diocesani; si dedicano anche a varie opere di carità.
Sono presenti in Brasile, Italia, Spagna, Romania, India, Filippine; la sede generalizia è presso il Santuario dell'Amore Misericordioso di Collevalenza (Perugia).
Al 31 dicembre 2005, la congregazione contava 18 case e 116 religiosi, 90 dei quali sacerdoti.